# David H. Koch Theater

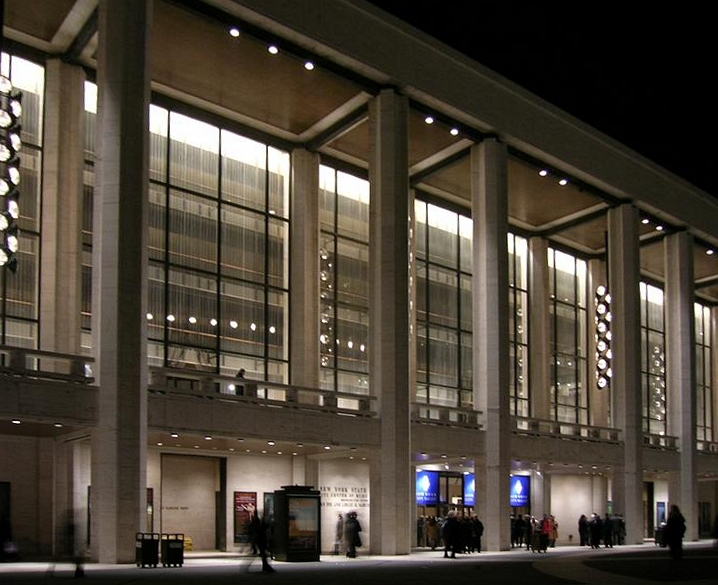
Le David H. Koch Theater au Lincoln Center

Le David H. Koch Theater, anciennement New York State Theater, est un théâtre de New York (États-Unis), conçu en 1964 par l'architecte Philip Johnson.
Il est situé à l'angle de Columbus Avenue et de la 63e rue, intégré au Lincoln Center for the Performing Arts. Il accueille en résidence le New York City Ballet et le New York City Opera. Il porte depuis novembre 2008 le nom de David H. Koch riche homme d'affaires philanthrope qui s'est engagé en juillet 2008 à investir 100 millions de dollars sur une période de dix ans pour la rénovation du théâtre et la gestion d'une fondation. Le théâtre pourra changer de nom qu'au terme d'une période de 50 ans.